# Brabham BT60B

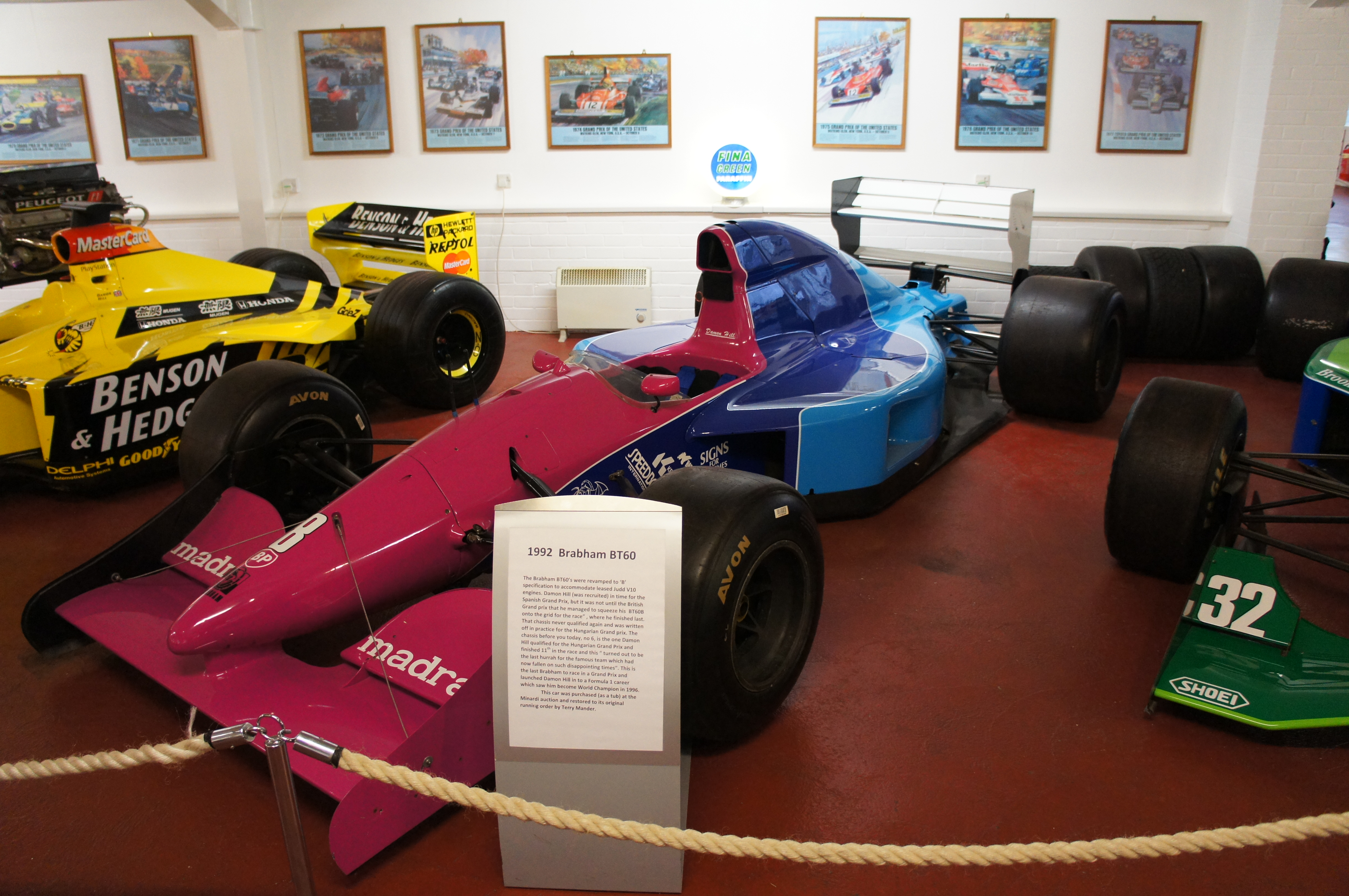
Brabham BT60B

Der Brabham BT60B war ein Formel-1-Rennwagen des britischen Teams Motor Racing Developments (Brabham), der 1992 an der Formel-1-Weltmeisterschaft teilnahm. Er war das letzte Auto des traditionsreichen Rennstalls, der noch vor dem Ende dieser Saison seinen Betrieb einstellte. Das Auto war erfolglos; es kam nur zu vereinzelten Rennteilnahmen. Der BT60B ist allerdings insoweit bedeutsam, als er von Giovanna Amati, der bislang letzten Pilotin der Formel 1, gefahren wurde und der spätere Weltmeister Damon Hill in ihm sein Formel-1-Debüt bestritt.

## Konstruktion
Der Brabham BT60B ist im Wesentlichen mit dem 1991 eingesetzten BT60Y identisch. Beide Fahrzeuge unterscheiden sich lediglich durch ihren Antrieb und die damit verbundenen Besonderheiten im Motorenumfeld.
Der BT60Y war für einen Zwölfzylindermotor von Yamaha konzipiert worden. Nachdem sich Yamaha nach dem letzten Rennen des Jahres 1991 von Brabham getrennt hatte, kehrte der Rennstall zu Motoren von Engine Developments zurück, die unter dem Namen „Judd“ vermarktet wurden. Ende 1991 hatte Brabham den Konstrukteur Sergio Rinland damit beauftragt, für diese Motoren ein neues Chassis unter der Bezeichnung BT61 zu entwickeln. Das Projekt ließ sich allerdings angesichts erheblicher finanzieller Schwierigkeiten Brabhams nicht realisieren. Stattdessen rüsteten die Brabham-Mechaniker unter der Leitung von Tim Densham zwei der vorhandenen BT60Y auf Judd-Motoren um. Sie erhielten die Bezeichnung BT60B, übernahmen aber alle Besonderheiten des BT60Y, also auch die kugelförmige Fahrzeugnase und die ovalen Lufteinlässe. Eine technische Weiterentwicklung fand nicht statt. Seine anfänglichen Überlegungen zum BT61 verwirklichte Rinland später beim GR02, den er für den italienischen Formel-1-Rennstall Fondmetal Corse entwickelte.
Brabham übernahm für 1992 zwei der Judd-Zehnzylindermotoren vom Typ GV, die im Jahr zuvor vom Team Scuderia Italia verwendet worden waren. Ihre Leistung wurde auf etwa 660 PS geschätzt.

## Renneinsätze

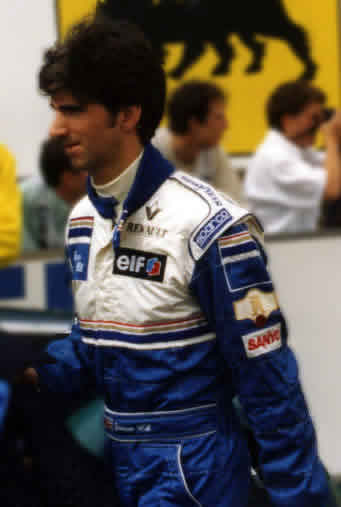
Debütierte 1992 mit dem Brabham BT60B: Damon Hill

Brabham setzte 1992 durchgängig Paydriver ein. Das erste Cockpit erhielt der Belgier Eric van de Poele, der finanzielle Unterstützung des niederländischen Unternehmens Leaseplan mitbrachte. Das zweite Auto sollte anfänglich an den japanischen Rennfahrer Akihiko Nakaya vergeben werden. Er erhielt allerdings keine Superlizenz. Stattdessen nahm Brabham für drei Rennen die italienische Rennfahrerin Giovanna Amati unter Vertrag, die damit zur ersten Frau in einem Formel-1-Auto seit Desiré Wilson (1980 für Brands Hatch Racing) wurde. Ihre Verpflichtung wurde in den Medien zumeist als „besonderer PR-Gag“ wahrgenommen.
Brabham nahm 1992 nur an den ersten elf Rennen des Jahres teil, am elften und letzten nur noch mit einem Auto. Danach stellte der Rennstall aus finanziellen Gründen seinen Betrieb ein. Van de Poele konnte sich bei seinen zehn Versuchen nur einmal – beim ersten Rennen des Jahres – für eine Rennteilnahme qualifizieren. Giovanna Amati scheiterte dreimal in Folge deutlich an der Qualifikation; auf die späteren Polezeiten fehlten ihr jeweils nahezu 10 Sekunden. Zum vierten Rennen des Jahres wurde sie deshalb – und weil es ihr nicht gelang, weitere Sponsormittel bereitzustellen – durch Damon Hill ersetzt, den Sohn des zweimaligen Formel-1-Weltmeisters Graham Hill. Damon Hill war  in dieser Saison Testfahrer bei Williams, hatte aber noch kein Formel-1-Rennen bestritten. Williams finanzierte Hills Einsatz bei Brabham, damit er Formel-1-Erfahrungen sammeln konnte, bevor er zum Stammfahrer bei Williams wurde. Hill qualifizierte sich mit dem BT60B in acht Versuchen zweimal; beide Male erhielt er bei der Abstimmung Unterstützung durch Williams. Er kam bei beiden Anlässen ins Ziel, erreichte aber nie die Punkteränge.

## Rennergebnisse
Brabham BT60B – Judd GV V10
| Fahrer               | Nr.                  | 1   | 2   | 3   | 4   | 5   | 6   | 7   | 8   | 9   | 10  | 11 | 12 | 13 | 14 | 15 | 16 | Punkte | Rang |
| -------------------- | -------------------- | --- | --- | --- | --- | --- | --- | --- | --- | --- | --- | -- | -- | -- | -- | -- | -- | ------ | ---- |
| Formel-1-Saison 1992 | Formel-1-Saison 1992 |     |     |     |     |     |     |     |     |     |     |    |    |    |    |    |    | 0      | –    |
| E. van de Poele      | 07                   | 13  | DNQ | DNQ | DNQ | DNQ | DNQ | DNQ | DNQ | DNQ | DNQ |    |    |    |    |    |    | 0      | –    |
| G. Amati             | 08                   | DNQ | DNQ | DNQ |     |     |     |     |     |     |     |    |    |    |    |    |    | 0      | –    |
| D. Hill              | 08                   |     |     |     | DNQ | DNQ | DNQ | DNQ | DNQ | 16  | DNQ | 11 |    |    |    |    |    | 0      | –    |

| Legende  | Legende            | Legende                                                          |
| Farbe    | Abkürzung          | Bedeutung                                                        |
| -------- | ------------------ | ---------------------------------------------------------------- |
| Gold     | –                  | Sieg                                                             |
| Silber   | –                  | 2. Platz                                                         |
| Bronze   | –                  | 3. Platz                                                         |
| Grün     | –                  | Platzierung in den Punkten                                       |
| Blau     | –                  | Klassifiziert außerhalb der Punkteränge                          |
| Violett  | DNF                | Rennen nicht beendet (did not finish)                            |
| Violett  | NC                 | nicht klassifiziert (not classified)                             |
| Rot      | DNQ                | nicht qualifiziert (did not qualify)                             |
| Rot      | DNPQ               | in Vorqualifikation gescheitert (did not pre-qualify)            |
| Schwarz  | DSQ                | disqualifiziert (disqualified)                                   |
| Weiß     | DNS                | nicht am Start (did not start)                                   |
| Weiß     | WD                 | zurückgezogen (withdrawn)                                        |
| Hellblau | PO                 | nur am Training teilgenommen (practiced only)                    |
| Hellblau | TD                 | Freitags-Testfahrer (test driver)                                |
| ohne     | DNP                | nicht am Training teilgenommen (did not practice)                |
| ohne     | INJ                | verletzt oder krank (injured)                                    |
| ohne     | EX                 | ausgeschlossen (excluded)                                        |
| ohne     | DNA                | nicht erschienen (did not arrive)                                |
| ohne     | C                  | Rennen abgesagt (cancelled)                                      |
| ohne     | keine WM-Teilnahme |                                                                  |
| sonstige | P/fett             | Pole-Position                                                    |
| sonstige | 1/2/3/4/5/6/7/8    | Punktplatzierung im Sprint-/Qualifikationsrennen                 |
| sonstige | SR/kursiv          | Schnellste Rennrunde                                             |
| sonstige | *                  | nicht im Ziel, aufgrund der zurückgelegten Distanz aber gewertet |
| sonstige | ()                 | Streichresultate                                                 |
| sonstige | unterstrichen      | Führender in der Gesamtwertung                                   |